# Walther LGR
La Walther LGR est une carabine à air comprimé.
Elle a été produite de 1972 à 1989 en Allemagne par Carl Walther[réf. nécessaire].
C’est une carabine de tir sportif destinée aux compétitions 10 mètres ISSF.